# ヴォルタッジョ
ヴォルタッジョ（伊: Voltaggio）は、イタリア共和国ピエモンテ州アレッサンドリア県にある、人口約700人の基礎自治体（コムーネ）。

## 地理

### 位置・広がり
| 隣接するコムーネは以下の通り。括弧内のGEはジェノヴァ県所属を示す。 - ボージオ - カンポモローネ (GE) - カッロージオ - フラコナルト - ガーヴィ - イーゾラ・デル・カントーネ (GE) - ミニャーネゴ (GE) - ロンコ・スクリーヴィア (GE) |

### 地震分類
イタリアの地震リスク階級 (it) では、3 に分類される
。